# 爆走ナマケモノ!フリーキー
『爆走ナマケモノ!フリーキー』（Furiki Wheels）は、フランスのテレビアニメである。カナダおよびアメリカ合衆国では2018年7月2日に放映を開始し、同年12月15日に放映終了した。
日本ではディズニーXDにて放送された。
本作は車の運転が大好きなナマケモノのフリーキーが巻き起こす騒動を描いたギャグアニメである。

## 登場人物
※声優は日本語吹替版のもの
アンドレ・フリーキー
声：阪口大助
本作の主人公であるナマケモノ。家族の大半はのんびり屋である一方、彼本人は落ち着きがない。
チャンピオン
声：竜門睦月
モウキー
声：橋本雅史
ミュリエル
声：岸本百恵
ピストン先生
声：斉藤こず恵
ゴードン
声：後藤光祐
チョバドー
声：あべそういち
モカ
声：島田愛野